# Søre Egdholmen
Søre Egdholmen est une île norvégienne du comté de Hordaland appartenant administrativement à Bergen.

## Description
Rocheuse et couverte d'arbres, elle s'étend sur environ 277 m de longueur pour une largeur approximative de 249 m. 